# Comté de Preston
Le comté de Preston est un comté des États-Unis situé dans l’État de Virginie-Occidentale. En 2000, la population était de 29 334 habitants. Son siège est Kingwood. Il a été formé en 1818 à partir du comté de Monongalia et doit son nom à l'homme politique James Patton Preston, gouverneur de Virginie de 1816 à 1819.

## Principales villes
- Albright
- Brandonville
- Bruceton Mills
- Kingwood
- Masontown
- Newburg
- Reedsville
- Rowlesburg
- Terra Alta
- Tunnelton